# 哈康一世

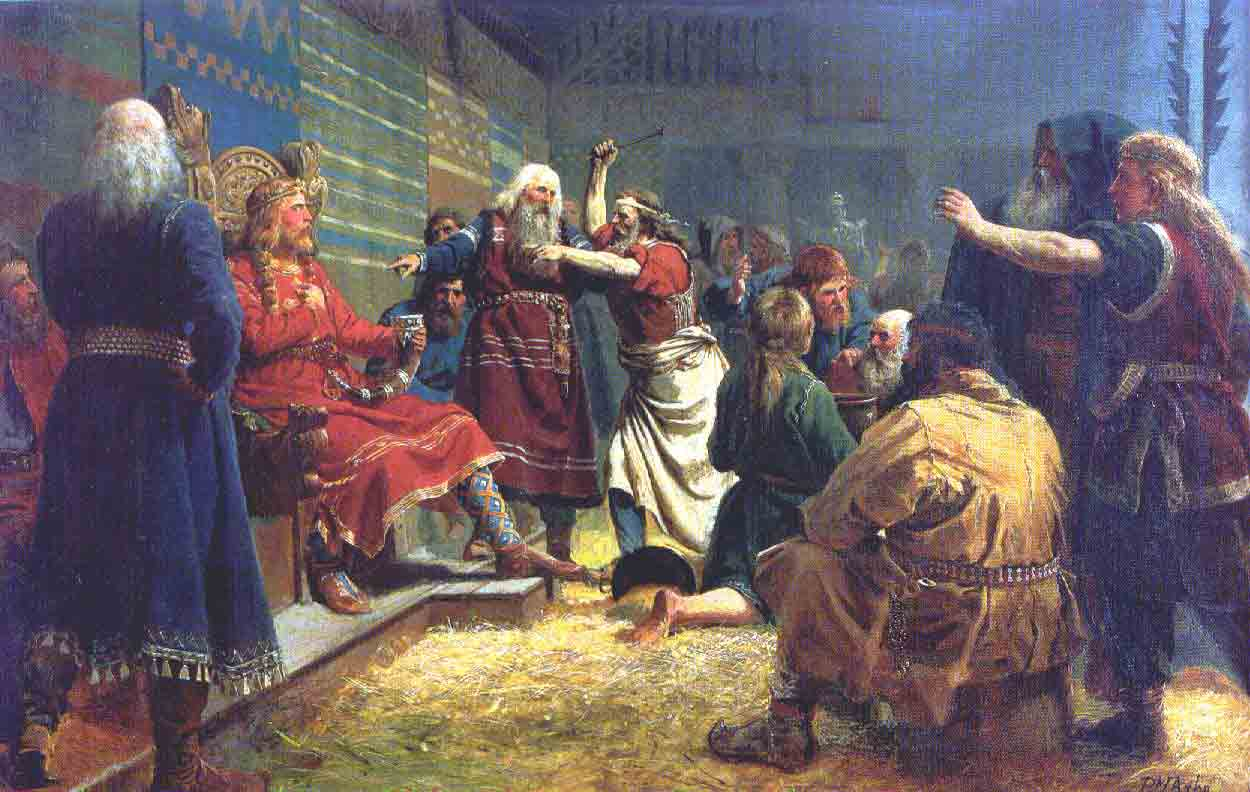
彼得·尼古拉·阿博於1860年所繪畫的哈康一世和農民的畫像

哈康一世（古諾斯語：Hákon góði，約920年—961年），或稱為“Haakon Adalsteinfostre”，綽號好人哈康，挪威國王（934年－961年）。哈康是金髮王哈拉爾的幼子、埃里克一世的同父異母弟弟。

## 生平

### 早年
12世紀後期之前沒有任何敘事資料提及哈康一世。根據後世流傳的薩迦，哈康是國王金髮王哈拉爾和托拉·莫斯特斯坦的最小兒子。哈康出生在霍達蘭。哈拉爾國王決定將他的小兒子從傷害的方式中移除，並因此將他送到英格蘭國王艾塞斯坦的宮廷。哈康是由艾塞斯坦國王培養長大成人，作為他父親達成協議的一部分，因此哈康被暱稱為Adalsteinfostre 。然而，在任何當代盎格魯-撒克遜人的記載中都沒有提到哈康，而後來的研究艾塞斯坦的歷史學家，如馬姆斯伯里的威廉，也沒有記載提及哈康。根據12世紀後期的挪威皇室傳記，英格蘭宮廷向哈康介紹而信奉基督教。在他父親去世的消息傳出後，艾塞斯坦向哈康提供了船隻和人員，以遠征已經宣佈為挪威國王的同父異母兄長血斧王埃里克 。

### 統治
在哈康回到挪威後，他承諾放棄父親對繼承房地產所徵稅的權利以獲得地主的支持。血斧王埃里克很快就發現自己被所有人遺棄，並逃離這個國家，以拯救自己和家人的性命。埃里克逃到奧克尼群島，後來又到了斯堪的納維亞約克王國，最終於954年埃里克與他的兒子哈里奇一起在威斯摩蘭的斯特莫爾被殘殺。

953年，哈康一世不得不在阿瓦爾斯內斯與血斧王埃里克的兒子們進行一場激烈的戰鬥。哈康一世戰勝並殺死埃里克的兒子古托姆。哈康一世最著名的勝利之一是955年弗雷附近發生的拉斯塔卡爾夫戰役，埃里克的兒子加姆勒被殺。哈康一世將軍隊駐紮在遠處沿著低山脊，虛將聲勢，使敵人印像是他的軍隊規模比實際龐大，設法愚弄埃里克的兒子們，讓他們相信他們已經被哈康一世的軍隊包圍。丹麥軍隊因而逃遁並被哈康一世的軍隊屠殺。埃里克的兒子在957年在得到丹麥國王老戈姆的支持後，再回挪威爭位，但又被哈康一世有效的軍事系統所擊敗
。

### 繼承
961年，血斧王埃里克倖存的三個兒子在霍達蘭海岸未被發現，並突襲哈康一世在菲恰爾（Fitjar）的住所。在最終擊敗埃里克的兒子之後，哈康一世在菲恰爾之戰中受了致命傷。哈康一世的手臂被箭刺穿，後來因為此傷口而死。哈康一世被埋葬在現今霍達蘭林多斯自治區Seim村的墳塚（Håkonshaugen）。在哈康一世去世後，他的宮廷詩人Eyvindr Skáldaspillir撰寫了一首關於國王在戰鬥中倒下以及迎接他至瓦爾哈拉的一首斯堪的納維亞吟唱詩Hákonarmál。
在哈康一世去世後，血斧王埃里克倖存的兒子灰袍哈拉爾（Harald Greycloak）成為國王，登上了王位是為「哈拉爾二世」（Harald II），儘管他在挪威西部以外幾乎沒有權力。隨後，挪威人受到多年戰爭的折磨。970年，國王哈拉爾二世被誘騙前往丹麥並在丹麥國王藍牙王哈拉爾的盟友哈康·西居爾松（西格爾德·哈康松之子）計劃的陰謀中被殺。